# James Foley
James Foley, född 28 december 1953 i Brooklyn, New York, död 6 maj 2025 i Los Angeles, Kalifornien, var en amerikansk filmregissör. Hans film Öga mot öga från 1986 deltog i 36:e internationella filmfestivalen i Berlin. Bland andra filmer han regisserat finns Glengarry Glen Ross, baserad på scenversionen med samma namn av David Mamet, vinnare av både Pulitzerpriset och Tony Award. Skådespelaren Al Pacino fick en Oscarnominering för sin prestation i filmen. Foley var också framgångsrik med The Chamber, baserad på en roman med samma namn av författaren John Grisham.

## Biografi
Foley är son till en advokat och utexaminerades från State University of New York i Buffalo, en elitskola i SUNY-systemet.
Han avled i maj 2025.

## Karriär
År 1984 gjorde Foley sin regidebut med Rebellen, med Aidan Quinn och Daryl Hannah i rollerna.  Han regisserade Glengarry Glen Ross 1992.  The Corruptor, hans actionfilm med Chow Yun-Fat och Mark Wahlberg, kom ut 1999.  År 2003 kom hans film Confidence, med Edward Burns.  och år 2007 Perfect Stranger, en thriller med Halle Berry, 2007.

## Filmografi

### Filmer
- Rebellen (1984)
- Öga mot öga (1986)
- Who's That Girl (1987)
- After Dark, My Sweet (1990) (även manusförfattare)
- Glengarry Glen Ross (1992)
- Genväg till himlen (1995)
- The Chamber (1996)
- Fear (1996) (även manusförfattare)
- The Corruptor (1999)
- Confidence (2003)
- Perfect Stranger (2007)
- Fifty Shades Darker (2017)
- Fifty Shades Freed (2018)

### Television
- Twin Peaks (1991, ett avsnitt)
- Gun (1996, ett avsnitt)
- Hannibal (2013, ett avsnitt)
- House of Cards (2013–2015, 12 avsnitt)
- Billions (2016, två avsnitt)

## Musikvideor
Förutom filmen Who's That Girl (1987), regisserade Foley följande musikvideor för Madonna (under pseudonymen "Peter Percher"):
- "Live to Tell" (1986)
- "Papa Don't Preach" (1986)
- "True Blue" (1986)

Foley var också bestman vid vigseln mellan Madonna och Sean Penn.

## Priser
- Nominerad Guldbjörnen, filmfestivelen i Berlin - Öga mot öga (1986)
- Nominerad  Golden Raspberry Award - Who's That Girl (1988)
- Nominerad  Kritikerpriset, Deauville Film Festival - Glengarry Glen Ross (1992)
- Vinnare Copper Wing Tribute, Phoenix Film Festival - karriär som regissör och manusförfattare  (2003)